# Округ Пендер (Северна Каролина)
Пендер (енгл. Pender County) је округ у америчкој савезној држави Северна Каролина.

## Демографија
По попису из 2010. године број становника је 52.217, што је 11.135 (27,1%) становника више него 2000. године.
| Група             | 2000.          | 2010.          |
| Белци             | 29.441 (71,7%) | 38.568 (73,9%) |
| Афроамериканци    | 9.689 (23,6%)  | 9.269 (17,8%)  |
| Азијати           | 74 (0,2%)      | 207 (0,4%)     |
| Хиспаноамериканци | 1.496 (3,6%)   | 3.194 (6,1%)   |
| Укупно            | 41.082         | 52.217         |